# Шахет, Осип Александрович
Осип Александрович Шахет (август 1904, Лодзь, Лодзинский уезд, Царство Польское, Российская империя — 30 марта 1949, Москва, РСФСР, СССР) — советский актёр театра и кино польского происхождения. Заслуженный артист РСФСР (1946).

## Биография
Родился в августе 1904 года в польском городе Лодзь в семье отца бухгалтера, матери домохозяйки и старшего брата, который на то время работал главным режиссёром Центрального управления госцирков.
После того как началась Первая мировая война, а также в период оккупации немцами Польши (1915—1916 годы), вся их семья с Осипом перебралась эвакуироваться в Советском Союзе, где впоследствии и остались жить.
Осип познавал жизнь и творчество в СССР, пробовал работать с братом, позже решил заняться театральной деятельностью, несколько раз менял театры и труппы, также снялся в нескольких кинофильмах.
Скончался 30 марта 1949 года в Москве, после того как вышел на балкон позаниматься гимнастикой, и у него случился инфаркт, который привёл к моментальной смерти. Урна с прахом захоронена в колумбарии на Новодевичьем кладбище.

## Личная жизнь
Был дважды женат.
- Первая жена — Клавдия Павловна Заботина (от брака трое детей).
- Вторая жена — Любовь Ивановна Добржанская, актриса театра и кино (в браке детей не было)

Своего второго мужа Добржанская встретила в Центральном театре Красной армии. Им стал актер Осип Шахет, известный по фильмам «Родина зовет» и «Год 19-й». Супруги вместе репетировали и помогали друг другу работать над ролями. В 1949 году Шахет скончался от сердечного приступа в возрасте 43 лет. Культура.РФ 

## Творчество

### Фильмография
- 1936 — Родина зовет (Вася Булочкин)
- 1937 — Год девятнадцатый (Ивин, матрос)
- 1940 — Пятый океан (Василий Тимофеевич)